# Björkborns herrgårdspark
Björkborns herrgårdspark är en kulturpark vid Björkborns herrgård i Karlskoga, känd sedan 1770-talet. I parken fanns 100 fruktträd.